# Діамантова ліга 2025
Діамантова ліга 2025 є шістнадцятим сезоном найбільш рейтингової всесвітньої серії легкоатлетичних змагань просто неба, що з 2010 організовується Світовою легкою атлетикою.

## Змагання
Програма сезону-2025 включає 14 відбіркових до фіналу етапів.
Фінал Діамантової ліги 2025 буде проведений в Цюриху.
| Етап  | Дата         | Змагання                                                | Місто     | Відео                | Прес-реліз | Результати |
| ----- | ------------ | ------------------------------------------------------- | --------- | -------------------- | ---------- | ---------- |
| 1     | 26 квітня    | Wanda Diamond League Xiamen                             | Сямень    | Відеозвіт на YouTube | [ 1 ]      | [ 2 ]      |
| 2     | 3 травня     | Yangtze Delta Athletics Diamond Gala                    | Шаосін    | Відеозвіт на YouTube | [ 3 ]      | [ 4 ]      |
| 3     | 16 травня    | Doha Meeting                                            | Доха      | Відеозвіт на YouTube | [ 5 ]      | [ 6 ]      |
| 4     | 25 травня    | Meeting International Mohammed VI d'Athlétisme de Rabat | Рабат     | Відеозвіт на YouTube | [ 7 ]      | [ 8 ]      |
| 5     | 6 червня     | Golden Gala                                             | Рим       | Відеозвіт на YouTube | [ 9 ]      | [ 10 ]     |
| 6     | 12 червня    | Oslo Bislett Games                                      | Осло      | Відеозвіт на YouTube | [ 11 ]     | [ 12 ]     |
| 7     | 15 червня    | BAUHAUS-Galan                                           | Стокгольм | Відеозвіт на YouTube | [ 13 ]     | [ 14 ]     |
| 8     | 20 червня    | Meeting de Paris                                        | Париж     | Відеозвіт на YouTube | [ 15 ]     | [ 16 ]     |
| 9     | 5 липня      | Prefontaine Classic                                     | Юджин     | Відеозвіт на YouTube | [ 17 ]     | [ 18 ]     |
| 10    | 11 липня     | Herculis                                                | Фонв'єй   | Відеозвіт на YouTube | [ 19 ]     | [ 20 ]     |
| 11    | 19 липня     | London Athletics Meet                                   | Лондон    | Відеозвіт на YouTube | [ 21 ]     | [ 22 ]     |
| 12    | 16 серпня    | Silesia Kamila Skolimowska Memorial                     | Хожув     | Відеозвіт на YouTube | [ 23 ]     | [ 24 ]     |
| 13    | 20 серпня    | Athletissima Lausanne                                   | Лозанна   |                      | [ 25 ]     | [ 26 ]     |
| 14    | 22 серпня    | Memorial van Damme                                      | Брюссель  |                      |            |            |
| Фінал | 27-28 серпня | Weltklasse Zürich                                       | Цюрих     |                      |            |            |

## Регламент
За регламентом атлети змагатимуться у 32 дисциплінах (по 16 для чоловіків та жінок) протягом 14 відбіркових етапів серії та зароблятимуть очки за місця, що посідатимуть на етапах, — від 8 очок за перше до 1 очка за восьме місце. Змагальна програма кожного етапу включатиме 14 дисциплін.
За перемогу в окремій дисципліні на кожному етапі серії атлет отримуватиме US$ 10 000, а ті, хто посяде місця з 2 по 8, — від US$ 6 000 до US$ 500 залежно від місця. За перемогу на фінальному етапі в Цюриху кожен атлет отримуватиме US$ 30 000, а спортсмени, які посядуть місця з 2 по 8, — від US$ 12 000 до US$ 1 000 залежно від місця.
За підсумками виступів у кожній дисципліні на 14 етапах, до фіналу виходитимуть спортсмени, які наберуть найбільше очок: перші восьмеро — у бігу на 100, 200, 400, 800 метрів, 100, 110 та 400 метрів з бар'єрами; перші десятеро — у бігу на 1500, 3000/5000 метрів та 3000 метрів з перешкодами; перші шестеро — у кожній технічній дисципліні (стрибки та метання).
Переможцями серії у кожній дисципліні ставатимуть переможці фінального старту. Крім грошового призу (US$ 30 000), вони отримають звання «Чемпіон Діамантової ліги» (англ. Diamond League Champion) та відзнаку «Діамантовий трофей» (англ. Diamond Trophy).

## Переможці серії
| Чоловіки | Дисципліна    | Жінки |
| -------- | ------------- | ----- |
|          | 100 м         |       |
|          | 200 м         |       |
|          | 400 м         |       |
|          | 800 м         |       |
|          | 1500 м        |       |
|          | 5000 м        |       |
|          | 110/100 м з/б |       |
|          | 400 м з/б     |       |
|          | 3000 м з/п    |       |
|          | висота        |       |
|          | жердина       |       |
|          | довжина       |       |
|          | потрійний     |       |
|          | ядро          |       |
|          | диск          |       |
|          | спис          |       |

## Українці на етапах

### Попередні етапи
| місце: - Ярослава Магучіх (Сямень • висота • 1,97) - Ярослава Магучіх (Шаосін • висота • 2,00) | місце: - Олег Дорощук (Рим • висота • 2,30) - Ярослава Магучіх (Стокгольм • висота • 1,99) - Ярослава Магучіх (Париж • висота • 1,97) | місце: - Олег Дорощук (Хожув • висота • 2,28) |

| місце: - Юлія Левченко (Сямень • висота • 1,91) - Юлія Левченко (Шаосін • висота • 1,92) - Юлія Левченко (Шаосін • висота • 1,91) - Ярослава Магучіх (Лондон • висота • 1,93) | місце: | місце: - Юлія Левченко (Лозанна • висота • 1,86) |

| місце: | місце: | місце: |

| місце: | місце: - Юлія Левченко (Париж • висота • 1,83) | без місця: - Ярослава Магучіх (Лозанна • висота • NM) |

### Відео виступів
- Стрибки Ярослави Магучіх та Юлії Левченко на етапі Діамантової ліги в Сямені на YouTube
- Стрибки Ярослави Магучіх та Юлії Левченко на етапі Діамантової ліги в Шаосіні на YouTube
- Стрибки Олега Дорощука та призерів на етапі Діамантової ліги в Римі на YouTube
- Стрибки Ярослави Магучіх та Юлії Левченко на етапі Діамантової ліги в Парижі на YouTube
- Стрибки Олега Дорощука та призерів етапу в Сілезії на YouTube